# Miquel Truyols Rocabruna

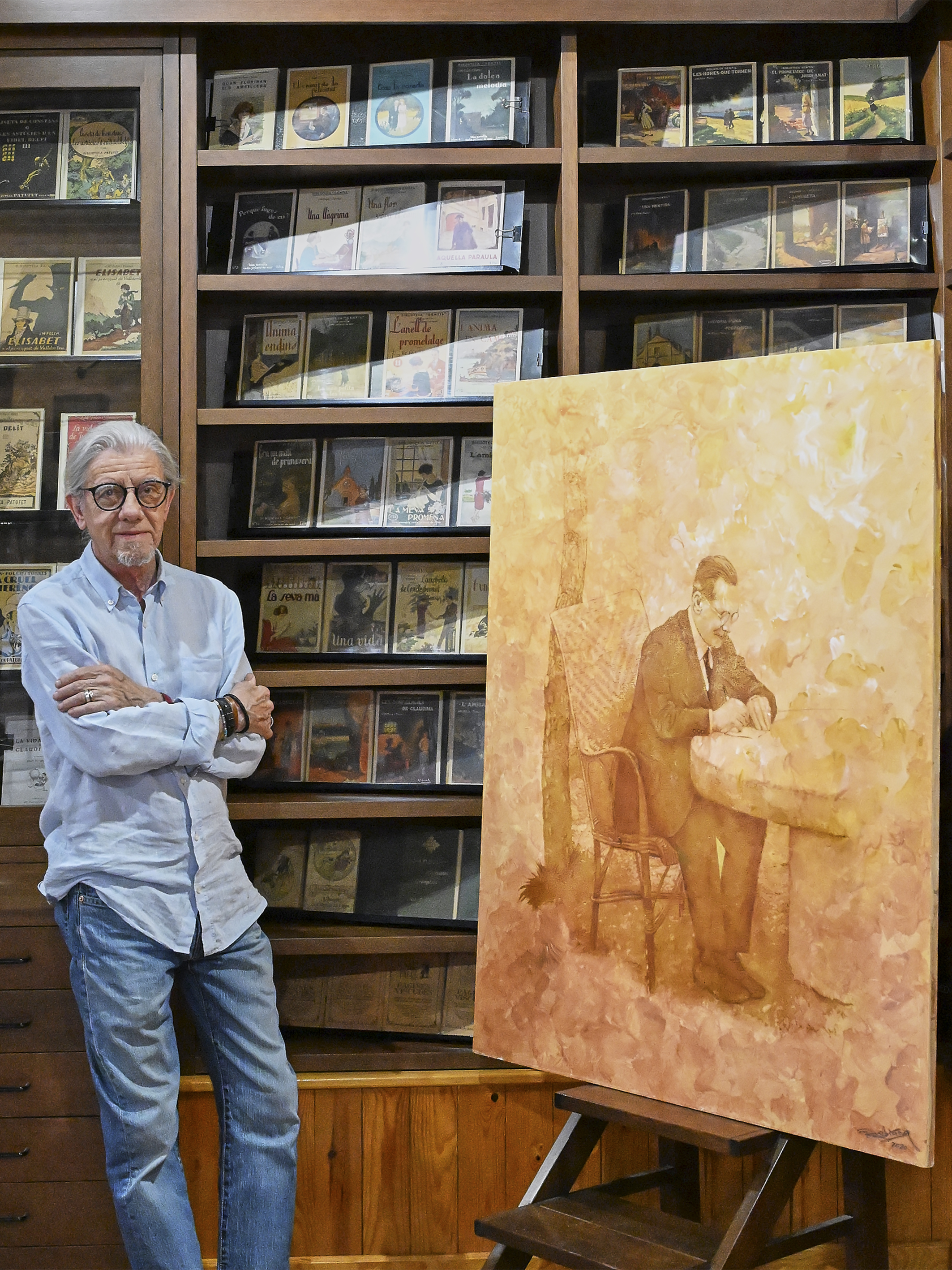
Miquel Rocabruna davant la seva pintura d'en Josep Mª. Folch i Torres a la Fundació Folch de la qual n'és President

Miquel Truyols i Rocabruna conegut com a Miquel Rocabruna (Palau-solità i Plegamans, 29 de gener, 1951), és un escriptor, editor, xilògraf, escultor i pintor català.
Va fer estudis bàsics a l'Escola del seu poble natal. Estudià disseny a l'Escola Massana de Barcelona, alhora que compartia assistint a les classes de dibuix al natural del Cercle Artístic de Sant Lluc. Estudià Gravat i Litografia a l'Escola de les Arts del Llibre. També assistí al monestir de Montserrat on va rebre el mestratge de l'antiga tècnica de la xilografia, del monjo Oriol M. Diví.
Amb motiu de Le portrait en Catalogne, presentà a Cotlliure (Rosselló), l'any 1987 una pintura del poeta Miquel Martí i Pol que li proporcionà des de llavors una gran amistat amb el poeta de Roda de Ter.
Es membre de la junta de l'Associació de Bibliòfils de Barcelona hi ha estat coordinador d'alguna de les seves edicions literàries en l'àmbit artístic i literari. A traves d'aquesta Associació va publicar el llibre de bibliografia "San Juan de la Cruz, poemes", un dels exemplars del qual es troba a la Biblioteca Vaticana. (2023) L'obra també conté articles d'Alberto Beclua, Montserrat Cots i Josep Corredor.

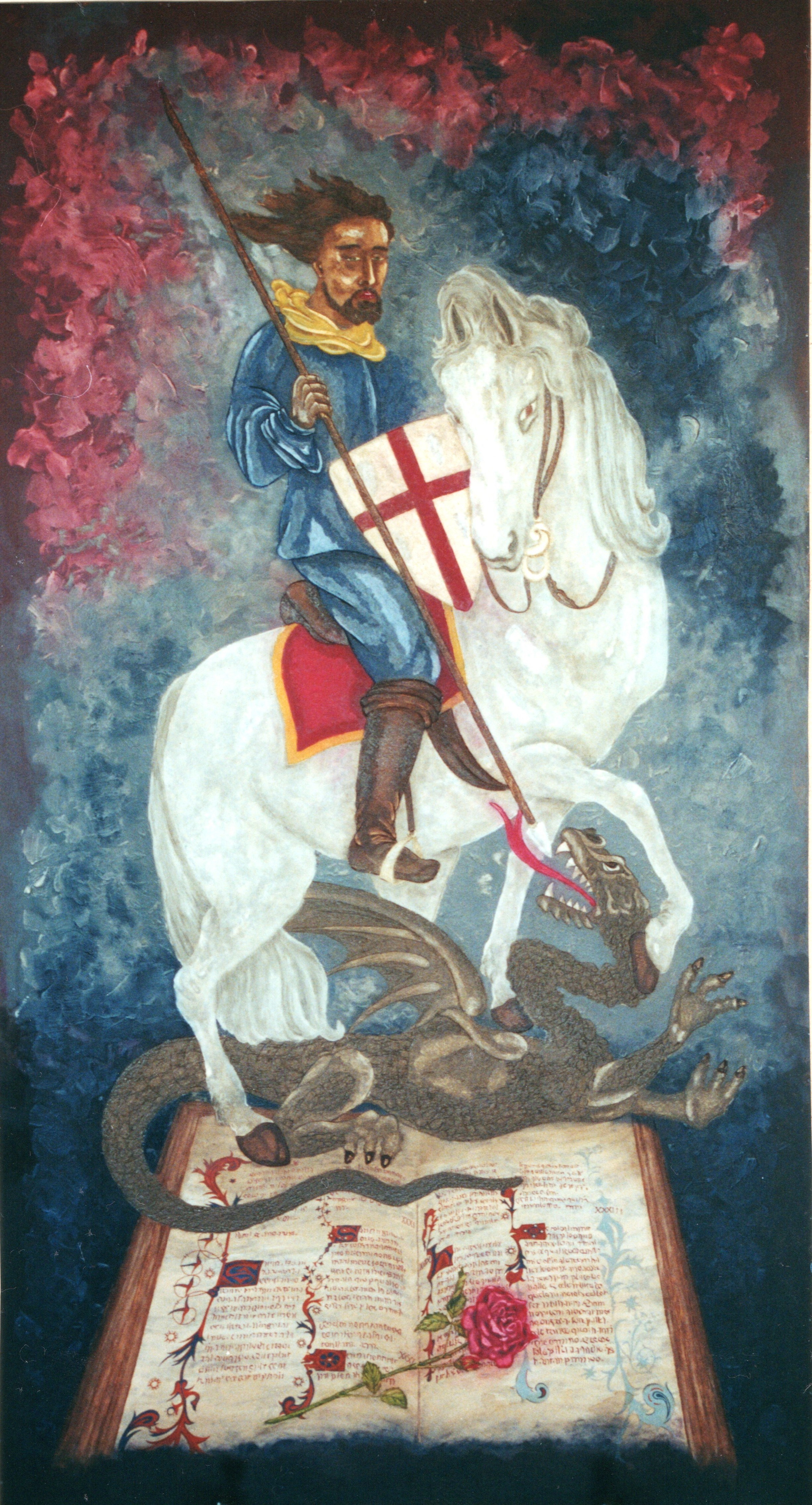
Sant Jordi; el Drac, el Llibre i la Rosa; pintura de Miquel Rocabruna

Des de la seva creació forma part del Patronat de la Fundació Folch i Torres, amb seu en el Castell de Plegamans i actualment n'és el President. Ha col·laborat i col·labora amb revistes literàries (Amindola, Revista Quatre Pins i Butlletí de Puigraciós) i d'estudis de Patrimoni.
La seva obra ha estat exposada arreu dels Països Catalans, així com a l'estranger, (Nova York) (San Francisco) Osaka (Japó), tant de manera individual com col·lectiva.

### Escultura

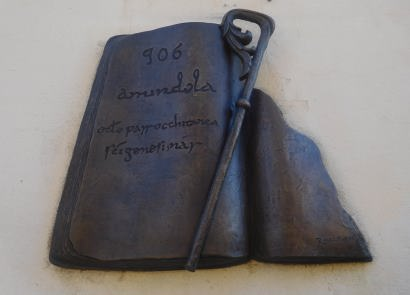
1100 anys d'història Amindola de l'Ametlla del Vallès (Mural en bronze)